# Presidencialismo no Brasil
O presidencialismo é o sistema de governo adotado pela República Federativa do Brasil e que predominou ao longo de sua história. O país já viveu, no entanto, sob um curto período de parlamentarismo após se tornar uma República. 
A Constituição de 1988 estabeleceu este sistema de governo e fixou um prazo de cinco anos para que fosse confirmado ou modificado por voto popular em plebiscito. O resultado evidenciou a preferência dos eleitores brasileiros pelo presidencialismo, que já havia sido declarada em 1963, em outra consulta semelhante. O presidencialismo recebeu 54,75% dos votos em 1993, ante 24,5% da opção parlamentarista.
Em 1963, os eleitores manifestaram, por ampla vantagem, sua escolha pelo presidencialismo. Naquele momento, o plebiscito não tinha respaldo legal para sua realização, mas fora previsto na emenda constitucional n. 4, que instituía de imediato o parlamentarismo. Ao mesmo tempo, a emenda previa que a consulta seria feita nove meses antes do final do mandato do presidente João Goulart, que terminaria em 1966, mas diversas pressões anteciparam o processo em três anos.
Realizado o plebiscito, a opção pelo presidencialismo recebeu 76,9% dos votos, enquanto o parlamentarismo foi votado por 16,9%. A experiência parlamentarista tinha resultado de acordo político para evitar um golpe contra Goulart em 1961 após a inesperada renúncia do presidente Jânio Quadros, de quem era o vice-presidente.
No período do Brasil Imperial, há divergências entre os acadêmicos sobre a primeira experiência parlamentarista no país. A Constituição de 1824 não fixava este sistema de governo, mas vários historiadores identificam que práticas parlamentaristas foram se impondo no período entre 1840 e 1889 e caracterizam a adoção deste sistema na prática. Particularmente a criação do cargo de presidente do conselho de ministros em 1847 deu forma à prática parlamentarista naquele período.

## Histórico
A história da era presidencialista no Brasil teve início no dia 15 de novembro de 1889, com a Proclamação da República pelas mãos marechal Manuel Deodoro da Fonseca, que pôs término ao período imperial.
Assim, o presidencialismo foi estabelecido de fato na Constituição de 1891 (fortemente inspirada na Constituição dos Estados Unidos, que também foi a primeira constituição a adotar o sistema presidencialista). 
A revolução de 1930 deu início ao “presidencialismo forte” de Getúlio Vargas, que se prolongou até 1945.
Nas duas décadas seguintes, o presidencialismo pautou-se pela Constituição de 1946, com voto direto e popular. O golpe militar de 1964 interrompeu o ciclo, substituído pela presidência dos generais, que se revezaram no poder pelo voto indireto do Congresso, transformado em colégio eleitoral. 
Com a Constituição de 1988, o presidencialismo recuperou características próximas às do sistema praticado nos Estados Unidos, com o fortalecimento do Legislativo e do Judiciário.

## Características
O Presidente da República é considerado o chefe máximo do Poder Executivo e é eleito para um mandato de quatro anos, com possibilidade de uma reeleição no caso brasileiro.
O Presidente da República é ao mesmo tempo Chefe de Estado e de Governo.
Segundo muitos estudiosos, a Constituição Brasileira de 1988 deu ao Congresso muitos poderes típicos do parlamentarismo, o que suaviza o poder do Presidente da República. 
Em 1988, o cientista político Sérgio Abranches cunhou a expressão Presidencialismo de Coalizão para definir o mecanismo de funcionamento do regime político-institucional brasileiro. O Presidencialismo de Coalizão designa a realidade de um país presidencialista em que a fragmentação do poder parlamentar entre vários partidos obriga o Executivo a uma prática que costuma ser mais associada ao parlamentarismo. Segundo Abranches, mesmo eleito diretamente, o presidente da República, torna-se refém do Congresso.
Em 2017, foi encaminhada ao Senado Federal uma minuta de proposta de Emenda Constitucional redigida pelo ministro Gilmar Mendes, do Supremo Tribunal Federal, que se aprovada alterará o regime de governo para semipresidencialismo, limitando a atuação do Presidente da República apenas às funções tipicamente associadas à figura do Chefe de Estado, como a promulgação ou veto de leis, a nomeação de embaixadores, juízes e demais autoridades e a representação do país no exterior, enquanto que as demais funções de governo ficariam a cargo do Conselho de Ministros, chefiado pelo Primeiro-Ministro, cuja nomeação pelo Presidente da República dependeria de prévia aprovação pelo parlamento.